# Паучинешти (Хунедоара)
Паучинешти (рум. Păucinești) насеље је у Румунији у округу Хунедоара у општини Сармизеђетуса. Oпштина се налази на надморској висини од 560 m.

## Становништво
Према подацима из 2002. године у насељу је живело 200 становника, од којих су сви румунске националности.